# 1103년

## 연호
- 북송(北宋) 숭녕(崇寧) 2년
- 요(遼) 건통(乾統) 3년
- 일본(日本) 고와(康和) 5년
- 서하(西夏) 정관(貞觀) 3년
- 리 왕조(李朝) 롱푸응우옌호아(龍符元化) 3년

## 기년
- 고려(高麗) 숙종(肅宗) 8년
- 북송(北宋) 휘종(徽宗) 3년
- 요(遼) 천조제(天祚帝) 3년
- 서하(西夏) 숭종(崇宗) 18년
- 리 왕조(李朝) 인종(仁宗) 32년

## 사건
러시아 대공 블라디미르 모노마흐가 폴로프치인에게 승리를 거둠